# Ongeluk met SpaceX-vlucht CRS-7

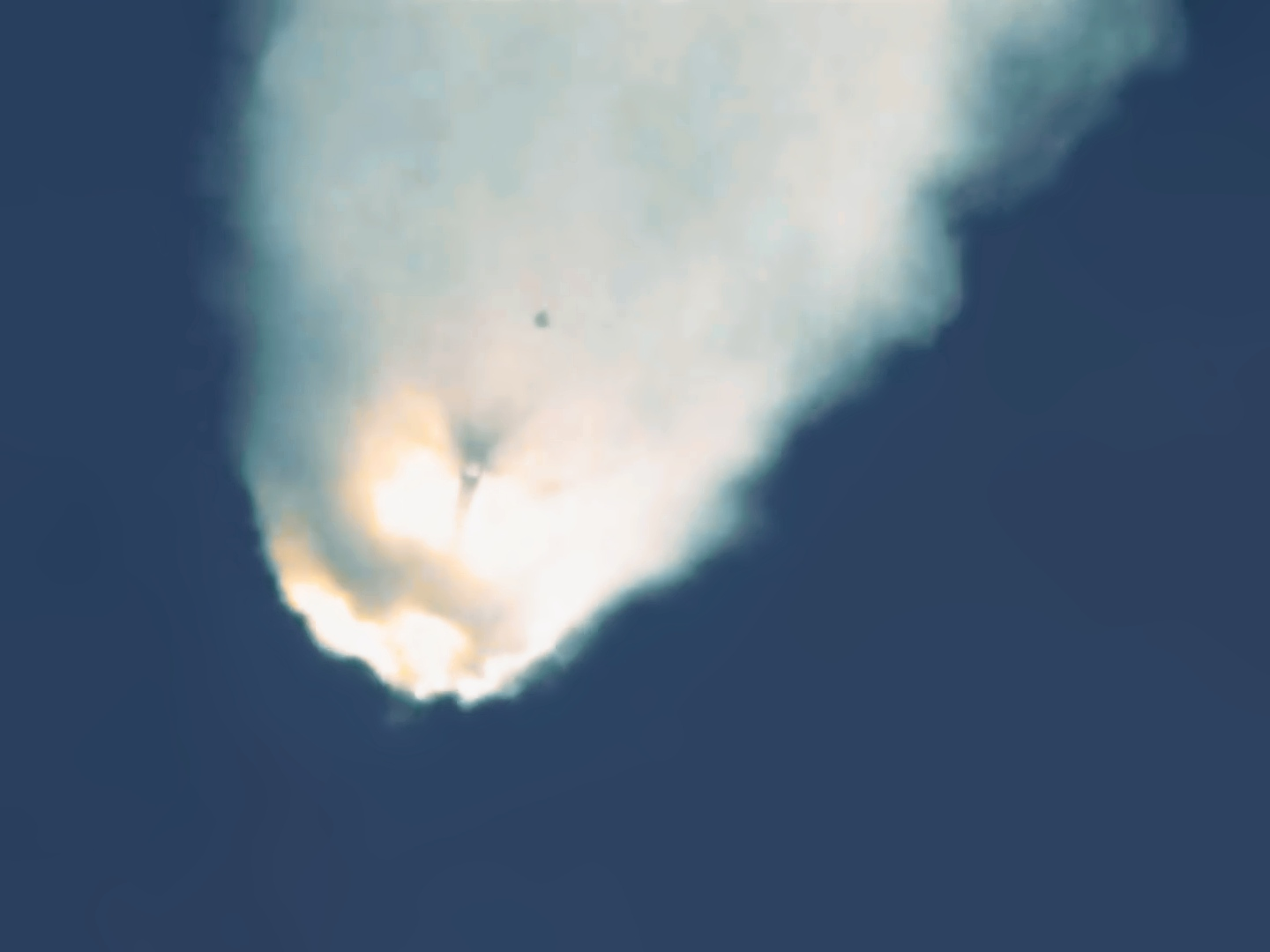
Het moment dat de tweede trap van de Falcon 9 uit elkaar valt. De grijze stip in de rookpluim is de Dragon-capsule die van de raket valt.

Vlucht SPX-7(NASA-aanduiding) of CRS-7 (SpaceX-aanduiding) was de 19e Falcon 9-vlucht en de zevende Dragon-bevoorradingsvlucht onder NASA's Commercial Resupply Services-programma. De vlucht eindigde op 28 juni 2015 na 2 minuten en 19 seconden in een explosie.

## Ongeluk
Tijdens CRS-7, een bevoorradingsmissie namens NASA voor het Internationaal ruimtestation ISS namens NASA, explodeerde de raket twee minuten en negentien seconden na de lancering, vlak voor de ontkoppeling van de eerste trap. De Dragon-capsule, die voedsel, water, kleding en experimenten bevatte, ging met inhoud verloren.
Dit was het eerste ongeluk met een Falcon 9. CRS-7 was de negentiende vlucht van een Falcon 9 en de veertiende vlucht van een Falcon 9-v1.1
Op een persconferentie na het ongeluk werd het volgende gemeld:
De telemetriedata gaven aan dat er een probleem met te hoge druk in de vloeibarezuurstoftank van de tweede rakettrap was. De Dragon bleef na de explosie nog enige tijd telemetriedata doorsturen, wat erop lijkt te duiden dat de Dragon de explosie overleefde en tot het moment van de botsing met het oceaanwater intact was.

## Oorzaak
Een kleine maand na het ongeluk bleek de oorzaak te liggen in een gebroken steunbalk die een van de (kleine) heliumtanks (die in de vloeibarezuurstoftank zitten) op zijn plaats had moeten houden. De heliumtank schoot daardoor naar boven als een voetbal die onder water losgelaten wordt. De tijdens de lancering optredende krachten versterkten dit bovendien. Door de klap tegen de bovenkant barstte de heliumtank vervolgens open, waardoor de inhoud in een keer vrijkwam. De resulterende druk was te hoog voor de volle vloeibarezuurstoftank en veroorzaakte het uiteenvallen van de tweede trap. Het breken van de stang kon worden geconcludeerd aan de hand van telemetriedata van een aantal akoestische sensoren in de raket. 
Onderzoek van SpaceX heeft aangetoond dat de bewuste steunbalken, die 5000 kg zouden moeten kunnen dragen, soms al bij 900 kg braken.

### Conclusies NASA
In maart 2018 had NASA zijn onderzoek afgerond. NASA trok de conclusie dat SpaceX te zwak staal voor de bewuste stangen had gebruikt. NASA sprak van “industriële kwaliteit” terwijl er “ruimtevaartkwaliteit” staal geadviseerd was wegens de cryogene omstandigheden waarin deze stangen moeten functioneren. Ook liet de kwaliteitscontrole van SpaceX te wensen over. Hoewel NASA het breken van de stang als mogelijke oorzaak bevestigt, ziet NASA ook andere mogelijke oorzaken zoals slechte plaatsing, een breuk op een andere plek in de bewuste stang of bijkomende schade

## Schade en gevolgen
SpaceX heeft aangekondigd een andere fabrikant voor steunbalken te zoeken en de steunbalken voortaan zelf te testen en certificeren. Dit zou volgens SpaceX geen invloed op de prijs van de raket hebben. De ontdekte fout leidde SpaceX echter tot de conclusie dat ook andere metalen onderdelen in het raketontwerp, tot aan bouten en klinknagels toe, extra tegen het licht gehouden moesten worden. Mede daardoor duurde het bijna 6 maanden voor SpaceX weer tot lancering kon overgaan.
Verder zou SpaceX de software van de Dragon zo aanpassen dat deze bij verlies van de draagraket zo mogelijk zijn landingsparachutes zal gebruiken.
De financiële schade voor de klant, NASA, bedroeg 118 miljoen dollar. Doordat twee andere bevoorradingsschepen, een Cygnus en een Progress in de voorliggende maanden ook tijdens de vlucht verloren gingen, geraakten de voedselvoorraden in het ISS onder de gestelde norm die aangeeft dat er altijd voor minimaal zes maanden voorraad moet zijn. Ook had de Dragon de eerste International Docking Adapter IDA-1, een internationaal aanmeersysteem voor het ISS en toekomstige ruimteschepen, aan boord. De IDA-2 zou een jaar later met vlucht CRS-9 alsnog naar het ISS gebracht worden. Voor de verloren gegane IDA-1 moest vervangend exemplaar (IDA-3) gefabriceerd worden. Deze werd op 25 juli 2019 met Dragonvlucht CRS-18 naar het ISS gelanceerd.
Verder onderzoek bracht geen andere oorzaken meer naar voren.

## Return to flight
SpaceX maakte op 21 december 2015 zijn "return to flight" met een geüpgrade Falcon 9 full thrust. Dit was drie maanden later dan eerder verwacht. SpaceX wilde er zeker van zijn dat ook andere onderdelen door SpaceX zelf getest en gecertificeerd waren, om zo het risico op nog een ongeluk te beperken. Tijdens deze vlucht lukte het SpaceX voor het eerst een boostertrap te laten landen. Deze landing vond plaats op Cape Canaveral Landing Zone 1.

## Trivia
- SpaceX-directeur Elon Musk was op de dag van het ongeluk jarig.